# René Strickler
René Strickler  (Córdoba, Argentína, 1962. október 20. –) argentin színész.

## Magánélete
1962. október 20-án született Córdobában. 
Felesége Patricia Rangel, akitől két fia született: Andrés és Yanic. magyar hangjai: Zöld Csaba és Sótonyi Gábor.

## Filmográfia
- Derült égből apa (2019–2020) .... Juventino "Juve" Del Paso (Magyar hang: Papp Dániel)
- El vuelo de la victoria (2017) .... Clemente Mendieta
- Un Camino hacia el Destino (A sors útjai) (2016) .... Luis Montero (Magyar hang: Zöld Csaba)
- Que te perdone Dios (2015) .... Dr. Patricio Duarte
- La sombra del pasado (A múlt árnyéka) (2014) .... Raymundo Alcocer (Magyar hang: Sótonyi Gábor)
- El color de la pasión (A szenvedély száz színe) (2014) .... Alonso Gaxiola Beltrán
- Corazón Indomable (Maricruz) (2013) .... Miguel Narváez (Magyar hang: Zöld Csaba)
- Amor bravío (A szív parancsa) (2012) .... Mariano Albarrán (Magyar hang: Czvetkó Sándor)
- Para volver a amar (2010–2011) .... Patricio González
- Atrévete a soñar (2009–2010) .... Dr. Rodrigo Peralta Jiménez
- Cuidado con el ángel (Árva angyal) (2008–2009).... Omar Contreras "El Leopardo" (Magyar hang: Zöld Csaba)
- Tormenta en el Paraíso (2007–2008) .... Hernán Lazcano
- Yo amo a Juan Querendón (2007) .... Önmaga
- Destilando amor (Szerelempárlat) (2007) .... Dr. Alonso Santoveña (Magyar hang: Zöld Csaba)
- Amar sin límites (2006–2007) .... Mauricio Duarte
- Mundo de fieras (2006) .... Edgar Farías
- Sueños y caramelos (2005) .... Rafael Monraz
- Piel de otoño (2004) .... Santiago Mestre
- Mariana de la noche (2003–2004) .... Dr. Camilo Guerrero
- De pocas, pocas pulgas (2003) .... Sacerdote Adrián
- Mujer bonita (2001) .... José Enrique
- Amigas y rivales (Szeretők és riválisok) (2001) .... Carlos Torreblanca (Magyar hang: Haás Vander Péter)
- Ramona (2000) .... Felipe Moreno (Magyar hang: Crespo Rodrigo)
- El privilegio de amar (Titkok és szerelmek) (1998–1999) .... Víctor Manuel Duval Rivera (Magyar hang: Lippai László)
- Sin ti (1997–1998) .... Luis David Luján
- Alguna vez tendremos alas (1997) .... Ignacio "Nacho" Nájera

## Díjak és jelölések
TVyNovelas-díj
| Év   | Kategória                | Telenovella               | Eredmény |
| ---- | ------------------------ | ------------------------- | -------- |
| 1998 | Legjobb fiatal színész   | Alguna vez tendremos alas | Jelölés  |
| 1999 | Legjobb fiatal színész   | Titkok és szerelmek       | Jelölés  |
| 2006 | Legjobb férfi főszereplő | Piel de otoño             | Jelölés  |
| 2007 | Legjobb férfi főgonosz   | Amar sin límites          | Jelölés  |
| 2011 | Legjobb férfi főszereplő | Para volver a amar        | Jelölés  |